# Ashley Cole
Ashley Cole (Londen, 20 december 1980) is een Engels-Barbadaans voormalig profvoetballer. Hij kwam tussen 1999 en 2019 achtereenvolgens uit voor Arsenal, Crystal Palace, Chelsea, AS Roma, LA Galaxy en Derby County. Hij speelde tussen 2001 en 2014 107 interlands voor het Engels voetbalelftal. Cole werd op zaterdag 5 mei 2012 de eerste speler in de geschiedenis die zeven keer de FA Cup won: in 2002, 2003 en 2005 met Arsenal en in 2007, 2009 , 2010 en 2012 met Chelsea.

## Clubcarrière
Cole begon als jeugdspeler bij Arsenal en maakte als achttienjarige zijn debuut in het eerste elftal. Een deel van het seizoen 1999/00 werd hij uitgeleend aan Crystal Palace, waarvoor hij een doelpunt maakte en meehielp de club voor degradatie te behoeden. Daarna keerde hij terug naar Arsenal. In 2000 kreeg hij daar een basisplaats als linkerverdediger.
Met Arsenal werd Cole tweemaal landskampioen en won hij drie keer de FA Cup. In het seizoen 2006/07 vertrok hij naar Chelsea. Daarmee won hij in het seizoen 2009/10 zowel zijn derde landstitel als zijn zesde overwinning van de FA Cup. Met zijn zesde FA Cup-winst brak hij het record van Charles Wollaston, die de prijs van 1872 tot en met 1878 vijf keer won met Wanderers.
Met Chelsea won Cole de UEFA Champions League. Na twee verloren finales won hij op 19 mei 2012 voor de eerste keer deze trofee. In de finale versloeg hij met zijn ploeggenoten Bayern München na strafschoppen. Cole zelf trapte de vierde strafschop van Chelsea binnen, waarna Drogba met de vijfde strafschop Chelsea de beker bezorgde. Een seizoen later, op 15 mei 2013, veroverde Cole met Chelsea de UEFA Europa League, waarin de finale werd gewonnen door Benfica met 2–1 te verslaan in de Amsterdam ArenA.
Cole verruilde Chelsea in juli 2014 voor AS Roma, waarmee hij in het daaropvolgende seizoen tweede werd in de Serie A. Hij kreeg zelf speeltijd in elf van de achtendertig competitieronden. AS Roma schreef Cole in september 2015 niet in voor officiële wedstrijden.
Hierna speelde Cole nog voor LA Galaxy en Derby County, waarna hij in augustus 2019 zijn voetbalcarrière beëindigde.

## Cluboverzicht
| Seizoen | Club             | Competitie          | Wedstrijden | Doelpunten |
| ------- | ---------------- | ------------------- | ----------- | ---------- |
| 1998/99 | Arsenal          | Premier League      | 0           | 0          |
| 1999/00 | Arsenal          | Premier League      | 1           | 0          |
| 1999/00 | → Crystal Palace | Championship        | 14          | 1          |
| 2000/01 | Arsenal          | Premier League      | 17          | 3          |
| 2001/02 | Arsenal          | Premier League      | 29          | 2          |
| 2002/03 | Arsenal          | Premier League      | 31          | 1          |
| 2003/04 | Arsenal          | Premier League      | 32          | 0          |
| 2004/05 | Arsenal          | Premier League      | 35          | 2          |
| 2005/06 | Arsenal          | Premier League      | 11          | 0          |
| 2006/07 | Chelsea          | Premier League      | 23          | 0          |
| 2007/08 | Chelsea          | Premier League      | 27          | 1          |
| 2008/09 | Chelsea          | Premier League      | 34          | 1          |
| 2009/10 | Chelsea          | Premier League      | 27          | 4          |
| 2010/11 | Chelsea          | Premier League      | 38          | 0          |
| 2011/12 | Chelsea          | Premier League      | 32          | 0          |
| 2012/13 | Chelsea          | Premier League      | 31          | 1          |
| 2013/14 | Chelsea          | Premier League      | 17          | 0          |
| 2014/15 | AS Roma          | Serie A             | 11          | 0          |
| 2015/16 | AS Roma          | Serie A             | 0           | 0          |
| 2016    | LA Galaxy        | Major League Soccer | 29          | 1          |
| 2017    | LA Galaxy        | Major League Soccer | 29          | 1          |
| 2018    | LA Galaxy        | Major League Soccer | 31          | 1          |
| 2019    | Derby County     | Championship        | 9           | 0          |

## Interlandcarrière
Onder leiding van de Zweedse bondscoach Sven-Göran Eriksson maakte Cole zijn debuut voor de Engelse nationale ploeg op 28 maart 2001 in een WK-kwalificatiewedstrijd tegen Albanië. Met Engeland nam hij deel aan het WK 2002 en het EK 2004. Ook maakte hij deel uit van de Engelse ploeg tijdens het WK 2006 en het WK 2010. Met Engeland plaatste hij zich niet voor het EK 2008.
Cole nam met Engeland deel aan het EK voetbal 2012 in Polen en Oekraïne, waar de ploeg van bondscoach Roy Hodgson in de kwartfinales na strafschoppen (2–4) werd uitgeschakeld door Italië. In de reguliere speeltijd plus verlenging waren beide teams blijven steken op 0–0. Hij miste een strafschop in de strafschoppenserie, net als Ashley Young; Cole's inzet werd gekeerd door doelman Gianluigi Buffon.
Op zondag 11 mei 2014 kondigde Cole aan dat zijn interlandcarrière met onmiddellijke ingang beëindigd was. Aanleiding was het feit dat bondscoach Roy Hodgson hem niet had opgenomen in de 23-koppige selectie voor het WK voetbal 2014 in Brazilië. Cole speelde in totaal 107 interlands voor Engeland.
| WK-statistieken          | Club       | Positie    | W |   |   | D | A |   | Bestan.gif |   |
| ------------------------ | ---------- | ---------- | - | - | - | - | - | - | ---------- | - |
| WK voetbal 2006 Engeland | Chelsea FC | Verdediger | 0 | 0 | 0 | 0 | 0 | 0 | 0          | 0 |
| WK voetbal 2010 Engeland | Chelsea FC | Verdediger | 4 | 0 | 0 | 0 | 0 | 0 | 0          | 0 |

## Erelijst
| Competitie            |         |                                    |         |         |
| Competitie            | Aantal  | Jaren                              |         |         |
| Arsenal               | Arsenal | Arsenal                            | Arsenal | Arsenal |
| --------------------- | ------- | ---------------------------------- | ------- | ------- |
| Premier League        | 2x      | 2001/02, 2003/04                   |         |         |
| FA Cup                | 3x      | 2001/02, 2002/03, 2004/05          |         |         |
| FA Community Shield   | 2x      | 2002, 2004                         |         |         |
| Chelsea               |         |                                    |         |         |
| UEFA Champions League | 1x      | 2011/12                            |         |         |
| UEFA Europa League    | 1x      | 2012/13                            |         |         |
| Premier League        | 1x      | 2009/10                            |         |         |
| FA Cup                | 4x      | 2006/07, 2008/09, 2009/10, 2011/12 |         |         |
| Football League Cup   | 1x      | 2006/07                            |         |         |
| FA Community Shield   | 1x      | 2009                               |         |         |

## In opspraak
Cole was een paar keer het middelpunt van een schandaal: in 2005 had hij als speler van Arsenal ontoelaatbare contacten met Chelsea. Daarvoor kreeg hij een boete. Op 2 maart 2006 werd bekend dat hij een rechtszaak aangespannen had tegen de kranten The Sun en News of the World. Deze publiceerden artikelen waarin gesuggereerd werd dat hij en twee andere spelers meegedaan hadden aan 'homoseksuele orgieën'. Geen van de spelers werd bij naam genoemd, maar uit de tekst en bijgevoegde foto's was op te maken dat onder anderen Cole bedoeld werd.
In januari 2008 kwam Cole opnieuw in opspraak. Deze keer vanwege heteroseksuele uitspattingen. Hij zou de 22-jarige kapster Aimee Walton geld geboden hebben om het door hem bij haar verwekte kind te laten aborteren. Op de vraag waarom hij geen condoom gebruikte bij dit buitenechtelijke contact zou Cole gezegd hebben 'Ik doe niet aan die onzin'. In dezelfde tijd dook er een tweede vrouw op die beweerde seksueel contact met de voetballer van Chelsea gehad te hebben.
Cole trouwde in 2006 met Girls Aloud-zangeres Cheryl Cole. Nadat hij bij herhaling in verband werd gebracht met buitenechtelijke avontuurtjes, ging zij bij hem weg.